# قريصة
القُرَيْصَة هي سلعة مخبوزة، وعادة ما تكون مصنوعة إما من القمح أو دقيق الشوفان مع مسحوق الخبز كعامل تخمير، وتُخبز على صواني. غالباً ما تُحلّى القريصة قليلاً وأحياناً تُطلى بمخفوق البيض.